# Musel II Mamicônio
Musel II Mamicônio (em latim: Musel ou Musiles; em grego medieval: Μουσίλης; romaniz.: Mousílēs; em armênio: Մուշեղ; romaniz.: Mušeł) foi um nobre armênio da família Mamicônio, nomeado asparapetes (comandante-em-chefe) em 575 e marzobã (governador) em 591.

## Nome
Musel ou Musiles (Μουσίλης, Mousílēs) são as formas latina e grega do armênio Muxel (Մուշեղ, Mušel), que originou-se no hitita Mursil através da forma não atestada Murxel (*Մուրշեղ, *Muršeł).

## Biografia

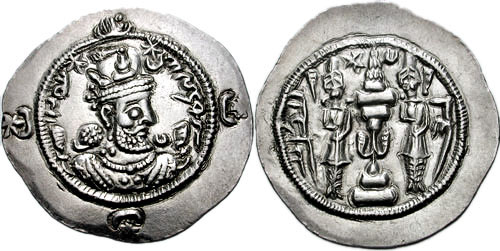
Dracma de r.

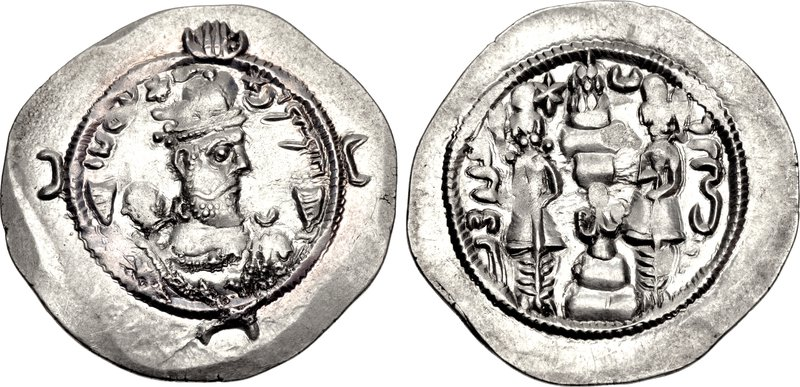
Dracma de r.

É citado como o 22º assinante do Segundo Concílio de Dúbio e era filho de Maictes, filho de Bardas. Em 588, o general persa Vararanes se revoltou contra o xá Hormisda IV (r. 579–590). Já impopular, é então deposto e cegado pelos nobres do império que elevaram seu filho Cosroes II (r. 590–628) ao trono. Vararanes, porém, não interrompeu seu levante, proclamando-se rei e marchando contra Ctesifonte. Cosroes fugiu para o Império Bizantino e prometeu ao imperador Maurício (r. 582–602) ceder territórios, dos quais uma parte da Armênia, em troca de sua ajuda para recuperar seu trono. Por sua parte, Vararanes VI procurou rentabilizar o apoio dos nacarares, dentre eles Musel II, mas a maioria escolheu permanecer fiel a Cosroes II e ao Império Bizantino, tanto pela lealdade à dinastia sassânida, como pela solidariedade entre os cristãos.
À frente de um exército de 15 mil homens, Musel II juntou-se ao exército bizantino que enfrentou e derrotou o exército de Vararanes perto de Ganzaca (atual Azerbaijão). Vararanes fugiu e foi assassinado pouco depois. Mas as relações entre Cosroes II e Musel degradaram rapidamente. Foi caluniado pela comitiva de Cosroes II que convocou-o para prendê-lo, mas Musel, desconfiado, foi com uma tropa de quarenta soldados, e Cosroes II renunciou seu projeto. Musel se refugiou em seus feudos situados nos territórios que tornaram-se bizantinos, mas Maurício não interferiu no assunto, pois não queria correr o risco de quebrar a aliança com a Pérsia. Indignado pela má-fé bizantina e persa, Musel se demitiu dos ofícios de marzobã e asparapetes e retirou-se às suas propriedades. De acordo com Sebeos, Maurício confiou-lhe comando na Europa e nunca pode voltar à Armênia. Na remoção de chefes da nobreza armênia, o imperador pode começar sua política de romanização e desarmenização da Armênia. Para Christian Settipani, morreu em 593.

### História de Taraunitis
A obra História de Taraunitis de João Mamicônio dedica uma seção inteira a sua vida, porém as informações ali contidas são por muitos consideradas como ficcionais. Segundo a obra, Musel aumentou suas propriedades com muitas dartacerta (propriedades rurais) e estabeleceu muitos clérigos, 388 ao todo, no Mosteiro de Glaco, ermitões que comiam uma vez ao dia e viviam sozinhos. Em 590/591, no momento que Cosroes foge ao Império Bizantino, Musel teria sido nomeado marzobã e recebeu 30 mil tropas armênias. O rebelde Vararanes então reuniu 80 mil soldados e marchou contra Musel. Embora com dificuldade, Musel convenceu seus soldados a lutarem e aconselhou-os a chamarem por seu padroeiro, São Precursor (São João Batista) como intercessor e apoio. Os armênios atacaram os rebeldes e venceram:
| “ | Tendo feito isso em uníssono, atacaram os iranianos [rebeldes], e o Senhor entregou o inimigo em suas mãos. Quando Musel havia discernido quem era o monarca, se aproximou dele e começaram a lutar entre si. Musel estava exausto, mas, colocando vida ou morte antes de si mesmo, levantou seu porrete e o derrubou no crânio de Vararanes. Seu cérebro escorria de suas narinas. Cortou a cabeça de Vararanes e jogou-a na bolsa. Os soldados foram encorajados em suas lutas e ficaram mais poderosos. Puseram o inimigo em fuga, capturando 48 príncipes vivos, enquanto o número dos mortos era desconhecido por causa da multidão deles. Entre os príncipes capturaram 1000 homens e com grande triunfo [Musel] retornou da batalha. | ” |
|   | — João Mamicônio, História de Taraunitis, capítulo I. |   |

Assim que Cosroes foi informado do que havia acontecido, se regozijou excessivamente. Mas o exército bizantino ficou triste, sentindo vergonha intensa. Exatamente quando o xá convocou Musel e se preparava para dar presentes (pargew) a todos os soldados, Maurício enviou mensagem a Cosroes, dizendo: "Você está ciente do fato de que ele ameaça o rei com a morte? Então, o xá planejou prendê-lo e matá-lo. Porém, sua irmão, ao saber do esquema, disse a Musel o plano do irmão. Musel levou consigo 40 príncipes e eles se organizaram em formação de guerra. Com espadas na cintura, foram ao rei. Chegando em cavalos até a porta da tenda, responderam com severidade e expuseram o plano de assassinato. Cuspiram nele e ridicularizaram sua tolice. Então Musel surgindo em grande ira com todos os príncipes, deixou o rei. Cosroes alegadamente ficou assustado com o que disseram por ser jovem.
Então, Musel enviou ao general bizantino, dizendo: "Você traiçoeiramente queria me matar. Não desperte um leão adormecido ou um lobo que tenha esquecido seu modo natural de agir. Caso contrário, aquele que derrotou 80 mil pode matar 70 mil também". Deixou tropas em Dúbio, abandonou o ofício de marzobã, reuniu suas tropas e foi a Taraunitis. Em 602, com a execução de Maurício e ascensão de Focas (r. 602–610), Cosroes quis se vingar pela morte de Maurício e passou pela cidade de Teodosiópolis. Enviou mensagem a Musel dizendo: "Venha comigo à corte do imperador e vingue a morte de Maurício. Caso contrário, no meu retorno, eu destruirei o seu país e o levarei-o em grilhões à corte real, com sua esposa e filhos." Dessa vez, Musel não enviou qualquer resposta a Cosroes e em vez disso começou a fortalecer seu distrito. Quando Cosroes retornou, levou espólio e cativos do país dos bizantinos e depois passou pela área de Basen para Dúbio, Her e Bal. Mas quando os persas chagaram em Teodosiópolis, Cosroes enviou Mirranes a Musel para capturá-lo e levá-lo ao xá. Também ordenou que os locais onde Musel tinha igreja fossem destruídos e os clérigos mortos.
Com a chegada dos persas, os locais foram para Musel para saber dos invasores. Quando viram a destruição causada, ficaram atônitos e rapidamente informaram-o. Quando ouviu falar sobre isso, permaneceu em silêncio como um cadáver por 3 dias. As tropas deram-lhe uma carta contendo as leis cristãs e consolo, e disseram:
| “ | Oh abençoado asparapetes, justo filho da bendita esperança, não se aflija por eles. Para as suas orações será uma fortaleza segura à terra, intercessores e ajuda para nós a Deus. Você deve agradecer a Deus mais que em sua vida aqueles homens alcançados tal virtude, e foram pacificamente transladados para Deus com as mortes dos mártires - do trabalho à tranquilidade, desde a ingestão de plantas até a suavidade do Paraíso. Serão sempre intercessores para nós. Mas agora seja consolado e mate Mirranes que veio contra nós. | ” |
|   | — João Mamicônio, História de Taraunitis, capítulo II. |   |

Então Musel, alegadamente parecendo alguém despertando do sono, ordenou que convocassem seu filho Vaanes II, o Lobo, a quem fez príncipe de Taraunitis enquanto era marzobã, e lhe disse:
| “ | Meu filho Vaanes, você sabe que ao longo dos 120 anos da minha vida tenho andado a miar a guerra, limpando o sangue em vez de suar da testa com a lâmina, e [sabe] que eu pessoalmente organizei e realizei 83 batalhas. Agora estou velho e trêmulo. Meus ajudantes são Deus e você, e ninguém mais, pois meu próprio filho morreu aos 12 anos de idade. Agora, meu filho, lembre-se disso: se você morrer pelo cristianismo e pela Igreja, você será um mártir, e se você cair em batalha por coisas materiais, faça-o bravamente, pois não tenho outro herdeiro. Meu país pertence a você e aos seus descendentes após você. Agora vá e cace Mirranes com sabedoria e possa São Precursor ser sua ajuda e fortaleza e que as orações dos santos clérigos estejam de todos os lados. | ” |
|   | — João Mamicônio, História de Taraunitis, capítulo II. |   |

Vaanes aceitou a tarefa e começou a organizar emissários e enviá-los para Mirranes para que se reconciliasse e partisse. Mas Mirranes teria respondido: "Não, não vou sair até capturar Musel e levá-lo ao rei do Irã". Então Vaanes enviou-lhe mensagem dizendo: "Se me der o senhorio e a autoridade do país, entregarei a você Musel e irei a você, tendo se rebelado [de Musel], atingindo o medo [nele] em um momento oportuno". Mirranes convocou-o, pois ficou satisfeito com a proposta. Então desceu à aldeia de Muxe, enquanto Musel alegadamente estava na fortaleza de Ogecano. Após conseguir vários sucessos, matando milhares de persas e o próprio Mirranes, Vaanes convoca-o para ir a Ogecano. Nesse mesmo ano, um terremoto destruiu a Igreja de São Precursor e Musel deu muito tesouro para que os pedreiros a reconstruíssem, porém foram incapazes de refazê-la de forma adequada pela moléstia causada pelas tropas persas. Após a conclusão da obra, Musel faleceu e foi sepultado por seu genro Vardanes I Arzerúnio. Com sua morte, Vaanes torna-se chefe da família Mamicônio.

## Posteridade
Segundo Cyril Toumanoff era pai de:
- Vaanes II, o Lobo (m. 606);
- Maria, casada com Vardanes I Arzerúnio;
- Talvez o Vardanes citado em 555.

Por sua parte Christian Settipani considera Vaanes II, o Lobo como um personagem fictício e atribui a Musel um filho hipotético, Amazaspes III, citado como nacarar em 594.